# Idiazabal (queijo)

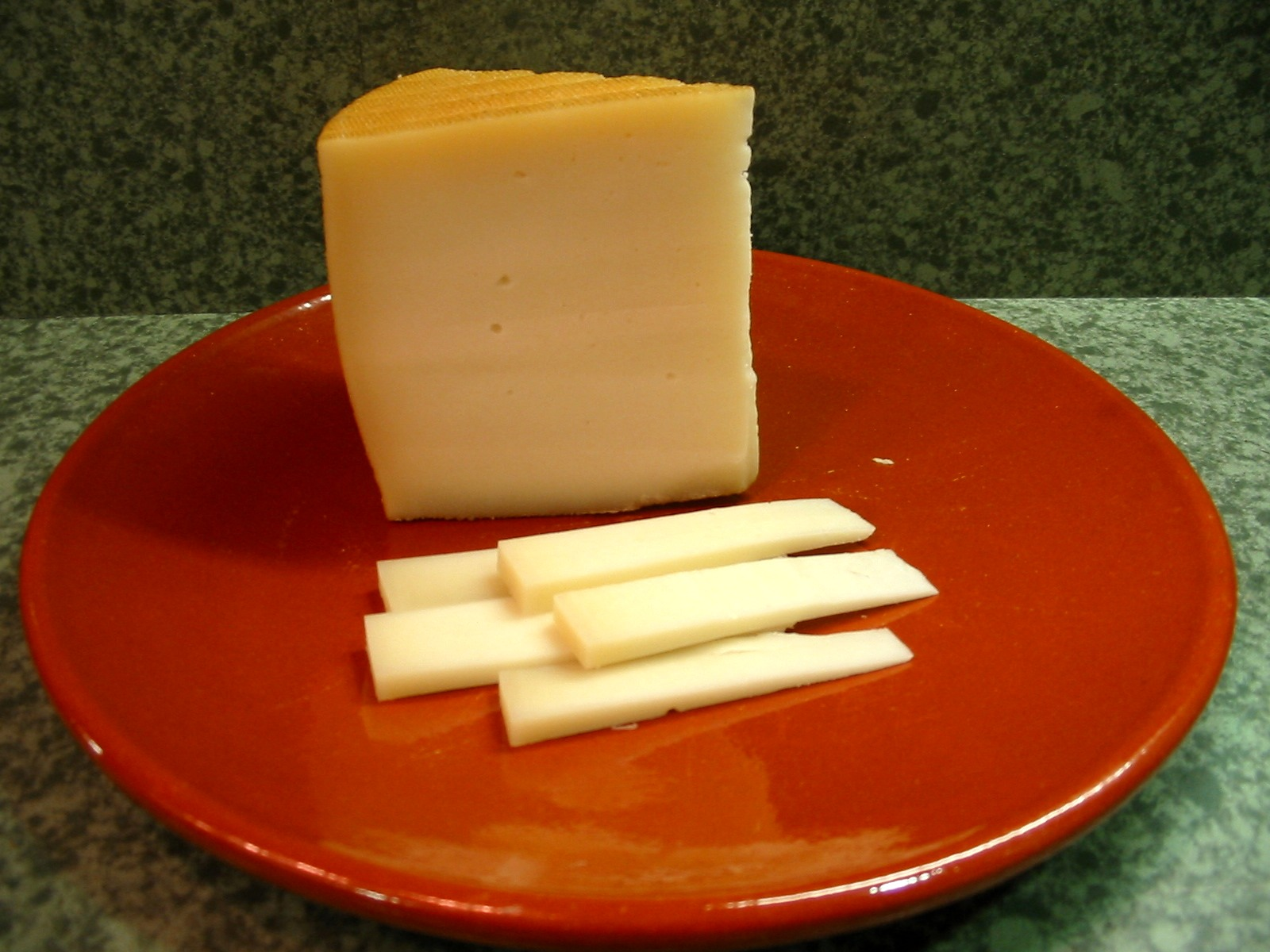
Queijo de Idiazabal

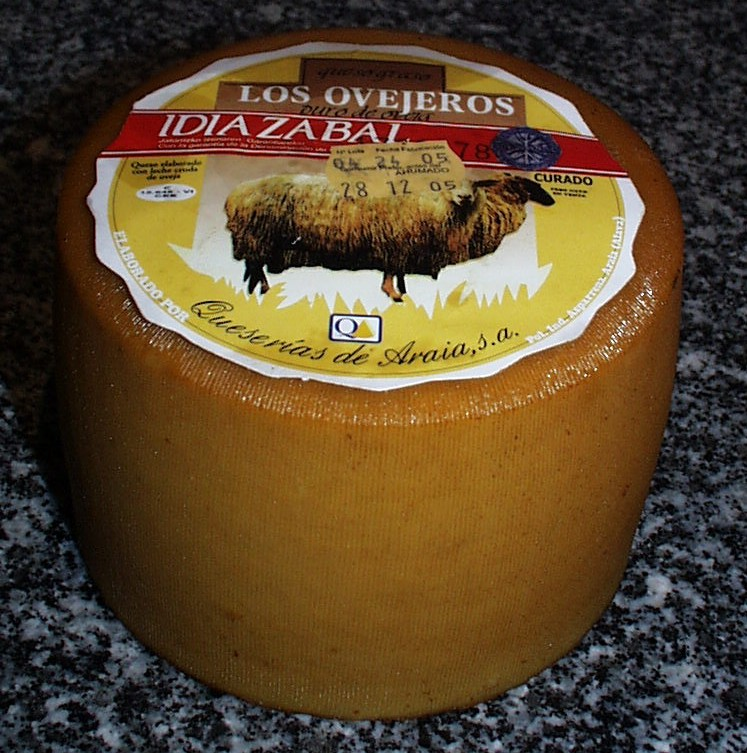
Queijo de Idiazabal fumado

O queijo de Idiazabal é um tipo de queijo produzido no norte de Espanha a partir de leite de ovelhas das raças autóctones latxa e carranzana. Apesar de ter o nome de um município do sul da província de Guipúscoa, Idiazabal, que faz fronteira com Navarra, produz-se na generalidade do País Basco e de Navarra (exceto no Vale de Roncal). É um queijo gordo, com maturação mínima de 60 dias, cujas unidades pesam entre um e três kg, prensado e não cozido. Está classificado como "património gastronómico europeu".

## Características
A forma é cilíndrica, com as faces superior e inferior praticamente planas. Tem entre 8 e 12 cm de altura, diâmetro entre 10 e 30 cm, peso entre 1 e 3 kg. A casca é dura, de cor amarela pálida nos não fumados e acastanhado para os fumados. O interior é compacto; a cor pode variar do branco ao marfim amarelado, podendo apresentar pequenos buracos distribuídos de forma desigual e em pequeno número. A percentagem de gordura é superior a 45% do peso sem água e percentagem de água inferior a 55%. O pH varia entre 4,9 e 5,5. O teor de proteínas mínimo é de 25% do peso sem água.
Sabor
O sabor é intenso, de "encher a boca", equilibrado, limpo e consistente com um acentuado carácter de "leite maduro de ovelha", com um travo de coalho sempe que a maturação tenha sido suficientemente longa. Tem um travo de picante e não deve ser amargo. É medianamente salgado.
Depois de uma degustação deixa o sabor característico persiste na boca.
Odor
Deve ter um cheiro intenso, penetrante e limpo, sem quaisquer odores estranhos.
Textura
É um queijo compacto, com elasticidade pouco pronunciada, bastante firme. Ao ser mastigado parece algo granulado, mas sem chegar a ser grumoso. Quanto mais longa tiver sido a maturação, menos húmido será e, por isso, terá menos elasticidade e será mais duro e quebradiço.

### Valores nutricionais
| Peso dos nutrientes por cada 100 gramas | Peso dos nutrientes por cada 100 gramas |
| Nutriente                               | Peso                                    |
| --------------------------------------- | --------------------------------------- |
| Proteínas                               | 21 g                                    |
| Gorduras                                | 33 g                                    |
| Sal                                     | 1,8 g                                   |
| Cálcio                                  | 1,873 mg                                |
| Fósforo                                 | 817 mg                                  |
| Energia                                 | 385 mg                                  |

| Contribuição de 100 gramas de queijo para as necessidades diárias | Contribuição de 100 gramas de queijo para as necessidades diárias | Contribuição de 100 gramas de queijo para as necessidades diárias | Contribuição de 100 gramas de queijo para as necessidades diárias |
| Nutriente                                                         | Faixa etária                                                      | Faixa etária                                                      | Faixa etária                                                      |
| Nutriente                                                         | 4-6 anos                                                          | homens 30-60 anos                                                 | mulheres 30-60 anos                                               |
| ----------------------------------------------------------------- | ----------------------------------------------------------------- | ----------------------------------------------------------------- | ----------------------------------------------------------------- |
| Energia                                                           | 24,0%                                                             | 16,0%                                                             | 20,0%                                                             |
| Proteínas                                                         | 81,0 g                                                            | 38,0%                                                             | 46,0%                                                             |
| Cálcio                                                            | 22,5%                                                             | 180,0%                                                            | 180,0%                                                            |
| Fósforo                                                           | 180,0%                                                            | 150,0%                                                            | 150,0%                                                            |

Dado o elevado teor em cálcio, o queijo de Idiazabal é um alimento adequado para prevenir a osteoporose. Devido ao baixo teor em hidratos de carbono e por aumentar a produção de saliva, contribui para a prevenção de cárie dentária por impedir o crescimento de alguns dos micro-organismos que a provocam.

## Fabrico

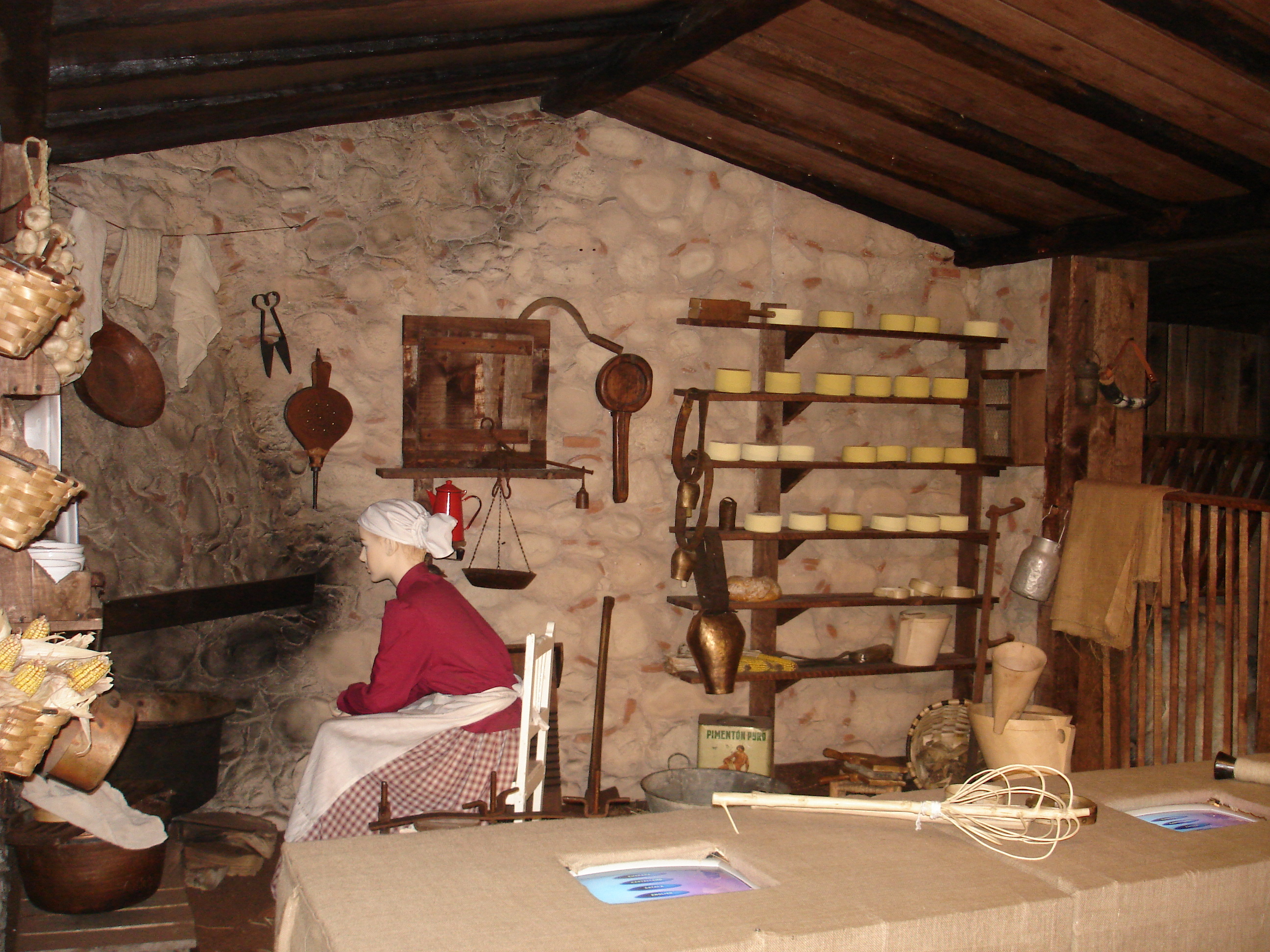
Centro de interpretação do Queijo de Idiazabal, na localidade que lhe deu o nome

São necessários 7 litros de leite puro e cru de ovelha sem pasteurização para obter 1 kg de queijo devidamente maturado. a leite é ligeiramente aquecido em cubas de aço inoxidável até atingir 30ºC. Junta-se coalho limpo, seco, triturado e misturado com sal. O leite solidifica em cerca de meia hora, até formar um gel elástico que é triturado em pedaços do tamanho de grãos de milho. Esse granulado é agitado lentamente ao mesmo tempo que se aumenta a temperatura da cuba até chegar a cerca de 37ºC. Com este processo pretende-se extrair a maior quantidade possível de soro e conservar apenas as substância mais alimentícias do leite, ou seja, a gordura e proteínas.
Quando o granulado endureceu o suficiente, o aquecimento é interrompido e espera-se que os grãos se depositem no fundo da cuba, separando-se completamente do soro que fica em cima.
Ao serem introduzidos nos moldes, os queijos são marcados com um número único por cada queijo, a fim de se garantir a rastreabilidade de cada unidade. Depois de retirados dos moldes, os queijos são prensados e seguidamente passam para a salmoura; posteriormente vão para câmaras de maturação onde a temperatura oscila entre 8 e 15ºC e a humidade relativa entre 80 e 95%.
Ao longo do processo, há um aumento da acidez, que ajuda a conservação. O processo dura no mínimo dois meses, mas a maturação dos queijos de maior  qualidade prolonga-se por quatro a oito meses. Em muitas zonas há o hábito de defumar os queijos; em zonas como Urbasa, Entzia e outras não se utiliza essa técnica.
A conservação deve ser feita em locais com temperaturas entre 10 e 12ºC e humidade adequada.

## Denominação de origem
A Denominação de Origem "Idiazábal" foi oficializada a 1 de outubro de 1987 pelo Ministério da Agricultura, Pesca e Alimentação de Espanha. A denominação de origem abrange cerca de 500 explorações pecuárias e mais de 100 queijarias, a maioria das quais fabricam os seus queijos exclusivamente com leite produzido nas suas próprias explorações. Tanto a produção de leite como a de queijo desenvolvem-se sempre dentro do País Basco e em Navarra (exceto no Vale de Roncal, nos Pirenéus, que tem a sua própria denominação de origem). O regulamento da denominação de origem "Idiazábal" e do respetivo conselho regulador foi aprovado pelo Ministério da Agricultura a 30 de novembro de 1993 e modificado sucessivamente em 1999, 2002 e 2007.
Em 1996 a denominação de origem foi inscrita como "Denominação de Origem Protegida (DOP) na Comissão Europeia.

## Produção anual
O conjunto das explorações abrangidas DOP produzem anualmente aproximadamente 7 milhões de toneladas de leite, que são convertidas em mais de 1 mihão de toneladas de queijo.